# Nietapparaat

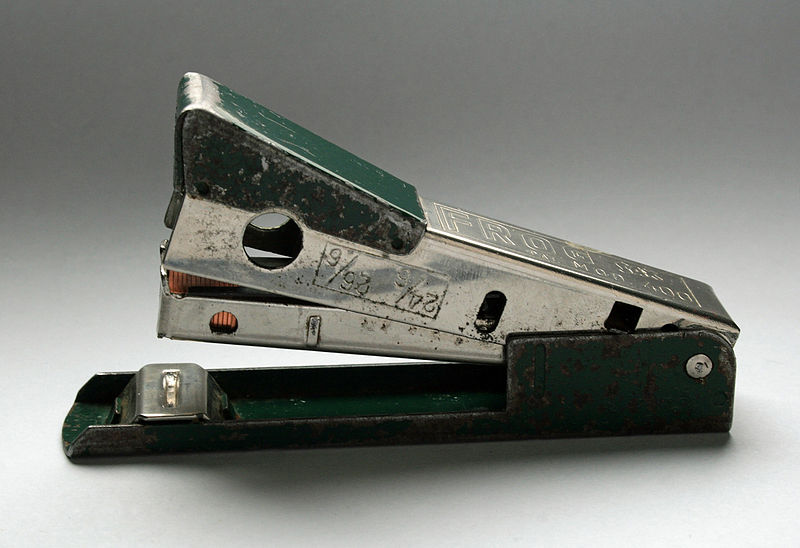
Klassiek model nietmachine

Een nietapparaat, niettang of niet(jes)machine slaat nieten om iets bij elkaar te houden.

## Nietapparaat voor papier
Het gewone nietapparaat (nieter) wordt met de hand bediend en heeft een slede met nietjes waarvan de voorste door een stapeltje papier gedrukt kan worden. Het nietje wordt aan de onderkant omgebogen door een speciaal gevormde groeve in het aambeeldplaatje. Elektrische nietmachines kunnen soms veel meer papier bij elkaar binden. Een dergelijke nietmachine wordt vaak bediend met een voetschakelaar.
Veel nietapparaten voor het nieten van papier hebben de mogelijkheid om de uiteinden van de nietjes naar binnen of naar buiten te laten buigen. Het voordeel om de uiteinden naar binnen te laten buigen is dat het papier steviger vastzit. Het voordeel om de uiteinden naar buiten te laten buigen is dat de nietjes makkelijker verwijderbaar zijn.
Ook zijn er nietapparaten in de handel waarbij het papier aan elkaar wordt gehecht zonder gebruik van nietjes, de nietloze nietmachine. Dit kan worden gebruikt uit duurzaamheidsoverwegingen. Als alternatief voor het nieten kan een papierstapeltje in de hoek in elkaar worden gevouwen.

### Geschiedenis
De eerste vermelding betreft een nietmachine of een bevestiger van koning Lodewijk XV van Frankrijk in de 18e eeuw. Elk nietje was met de hand gemaakt en gegraveerd met het insigne van het koninklijk hof.
Een voorloper van de nietmachine was het in 1841 gepatenteerde, door Sam Slocum ontwikkelde 'schietapparaat' dat naalden bevestigde in papieren, om die samen te houden. In 1866 werd de moderne nietmachine gepatenteerd door het bedrijf Novelty Mfg. Dit apparaat was in staat een enkel nietje te slaan in een bundel papier. Nietjes voor dit apparaat werden vervaardigd in verschillende maten: 3/16 inch, 1/4 inch, 3/8 inch en 1/2 inch.

### Ontnieten
Om nietjes te verwijderen is er een soort tang, een ontnieter, die onder de nietjes door gaat en ze zo open buigt.

## Nietapparaten voor ander materiaal dan papier
Voor zwaarder gebruik, om nietjes in bijvoorbeeld hout te schieten, wordt een hand- of elektrisch nietpistool gebruikt. De nietjes worden hierbij niet omgebogen.
Een andere toepassing is het hechten van operatiewonden met een speciaal nietapparaat in plaats van de gebruikelijke hechtingen.

## Afbeeldingen

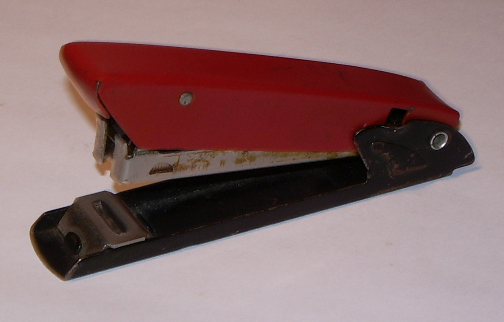
Tafelnietmachine
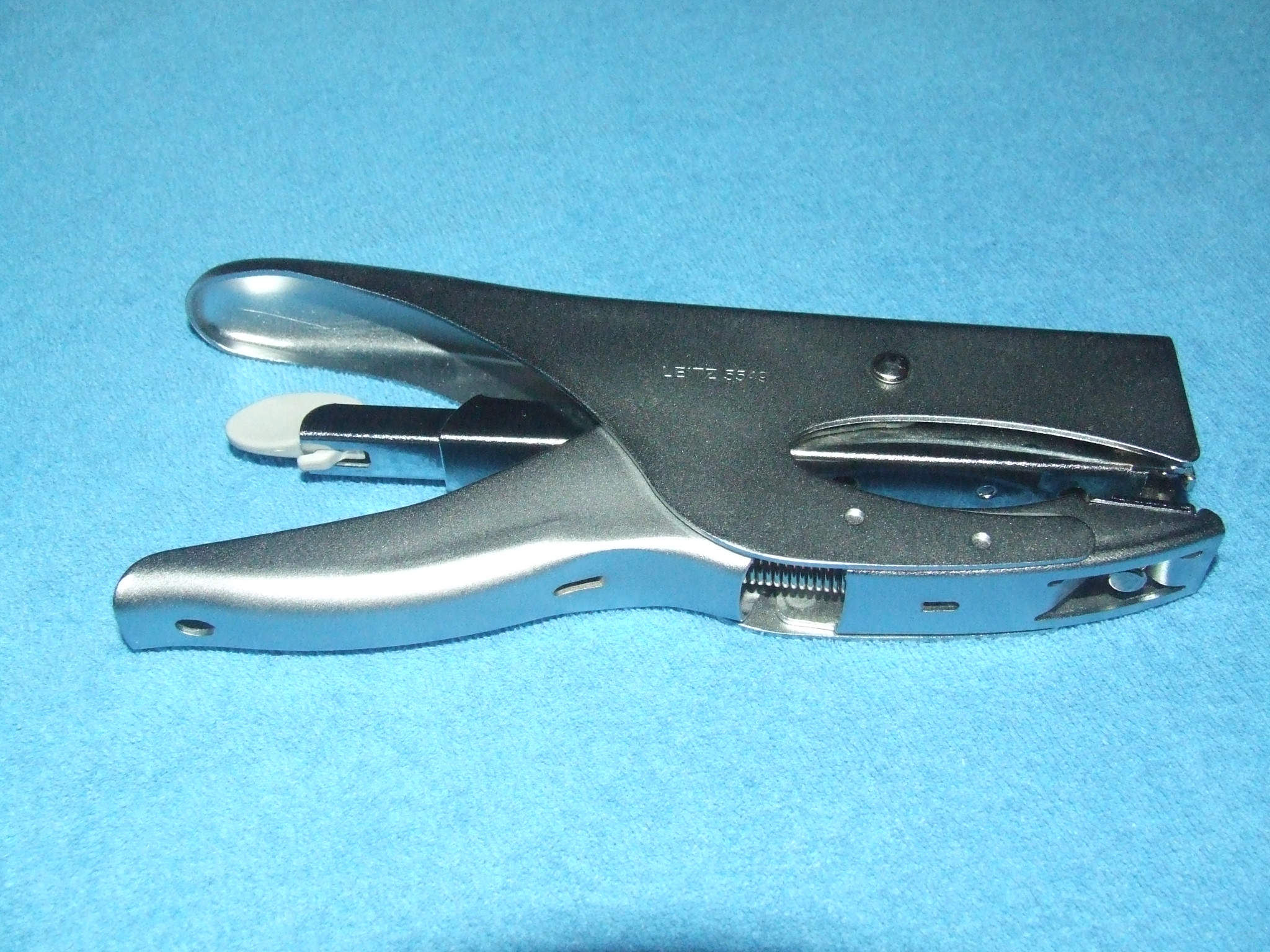
Niettang: nietmachine die ontworpen is voor gebruik uit de vrije hand.
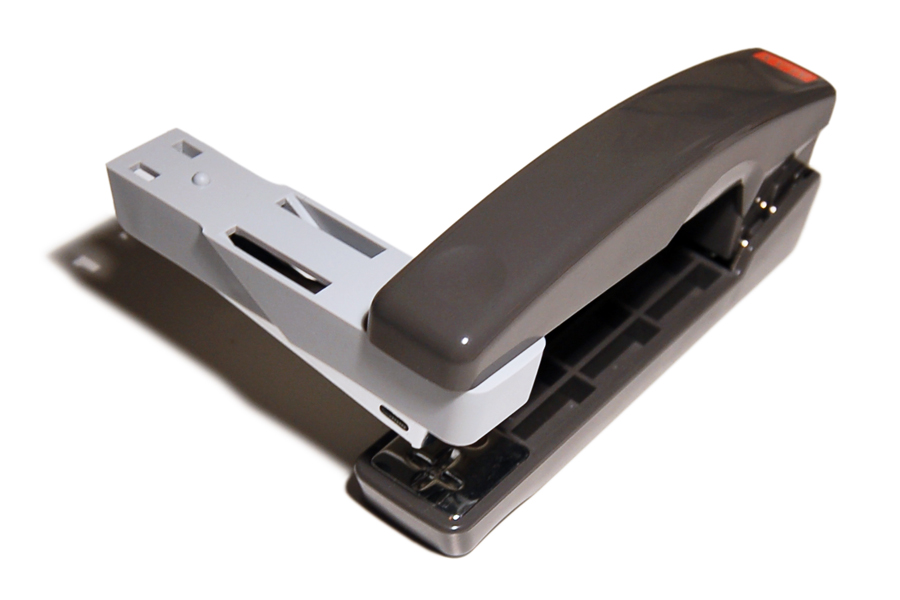
Nietmachine die nietjes overdwars kan nieten, in het hart van gevouwen boekjes
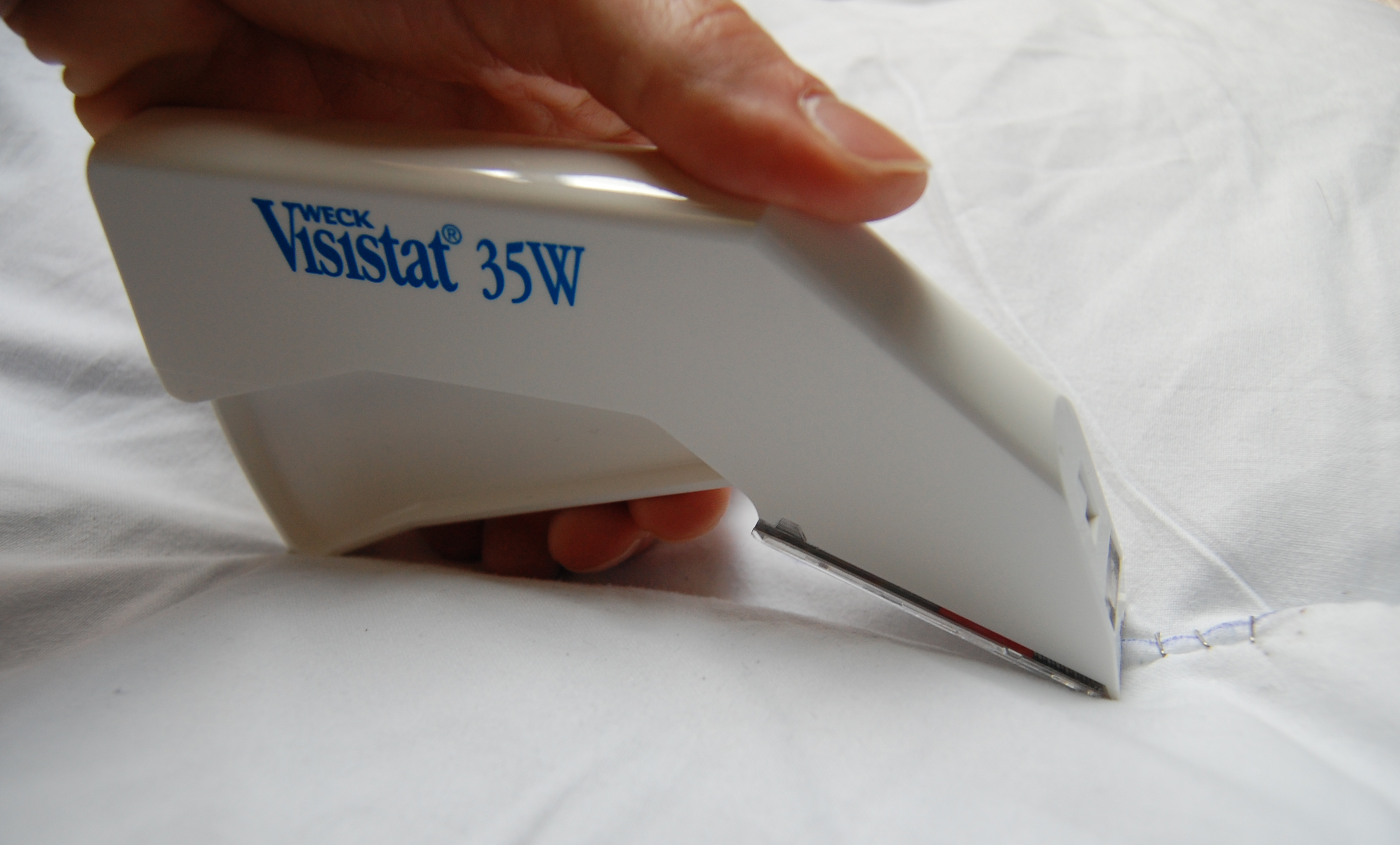
Chirurgisch nietapparaat om huid te hechten met nietjes
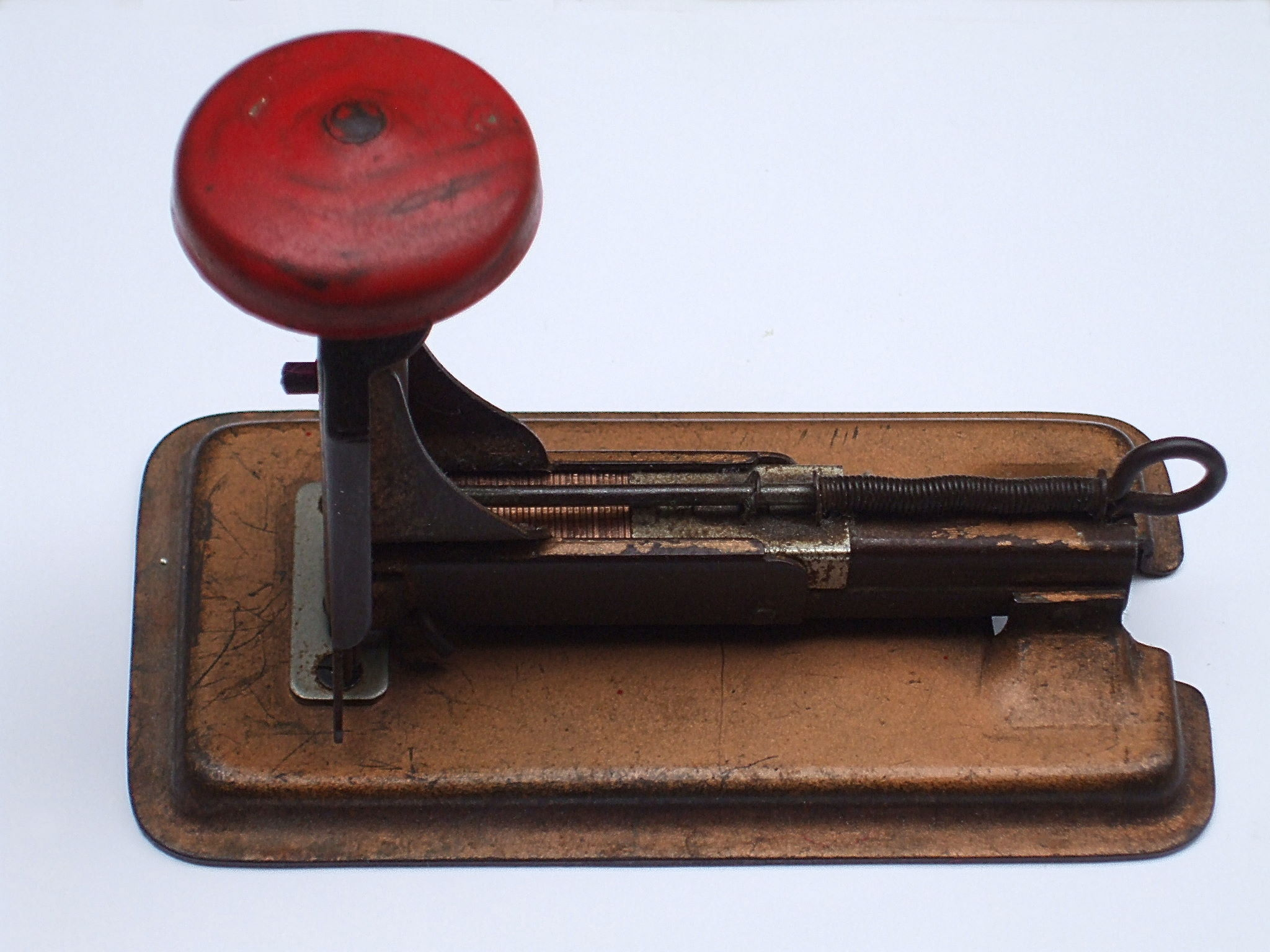
Antieke nietmachine